# ファーストデイ
『ファースト・デイ わたしはハナ!』（First Day）は、2020年3月30日にオーストラリアのテレビチャンネルABC Meで公開されたテレビドラマ。
脚本・監督はジュリー・カルセフ。主演のイーヴィー・マクドナルドが12歳のトランスジェンダーの新入生ハナ・ブラッドフォードを演じる。2022年には続編が放送。
日本では、シーズン1が2021年6月4日からNHK Eテレにて放送され、シーズン2は2022年10月16日から放送された。

## キャスト
※括弧内は日本語吹替。
- イーヴィー・マクドナルド：ハナ・ブラッドフォード（井手上漠）
- オリビア：エレーナ・リュー（工藤優）
- ナタリー：ナンディーニ・ラジャゴパル（前野えま）
- ジャスミン：アーウェン・ダイアモンド（青木樹）
- アマンダ・ブラッドフォード：ジョー・ハント（佐々木優子）

## スタッフ

### 日本語版スタッフ
- 監修：遠藤まめた（一般社団法人にじーず代表）
- 翻訳：髙山美香
- 演出：清水洋史（東北新社）